# Ministre des Affaires étrangères de la république populaire de Chine
Le ministre des Affaires étrangères de la république populaire de Chine est le chef du ministère des Affaires étrangères chinois et titulaire de l'un des plus importants postes du Conseil des affaires de l'État de la république populaire de Chine. Le ministre est aussi habituellement membre du Comité central du Parti communiste chinois.

## Procédure de nomination
Selon la Constitution de la république populaire de Chine, le ministre est nommé par le Premier ministre de la république populaire de Chine et confirmé par l'Assemblée nationale populaire ou son Comité permanent.

## Liste des ministres des Affaires étrangères
| №  | Portrait | Nom          | Début du mandat  | Fin du mandat    |
| -- | -------- | ------------ | ---------------- | ---------------- |
| 1  |          | Zhou Enlai   | 1er octobre 1949 | 11 février 1958  |
| 2  |          | Chen Yi      | 11 février 1958  | 6 janvier 1972   |
| 3  |          | Ji Pengfei   | 6 janvier 1972   | Novembre 1973    |
| 4  |          | Qiao Guanhua | Novembre 1973    | 2 décembre 1976  |
| 5  |          | Huang Hua    | 2 décembre 1976  | 19 novembre 1982 |
| 6  |          | Wu Xueqian   | 19 novembre 1982 | 12 avril 1988    |
| 7  |          | Qian Qichen  | 12 avril 1988    | 18 mars 1998     |
| 8  |          | Tang Jiaxuan | 18 mars 1998     | 17 mars 2003     |
| 9  |          | Li Zhaoxing  | 17 mars 2003     | 27 avril 2007    |
| 10 |          | Yang Jiechi  | 27 avril 2007    | 16 mars 2013     |
| 11 |          | Wang Yi      | 16 mars 2013     | 30 décembre 2022 |
| 12 |          | Qin Gang     | 30 décembre 2022 | 25 juillet 2023  |
| 13 |          | Wang Yi      | 25 juillet 2023  | En fonction      |

## Source de la traduction
- (en) Cet article est partiellement ou en totalité issu de l’article de Wikipédia en anglais intitulé « Foreign Minister of the People's Republic of China » (voir la liste des auteurs).